# الطراد الألماني وتزو (1939)
وتزو طراد ثقيل لبحرية ألمانيا النازية كريغسمارينه، والعضو الخامس والأخير من الادميرال هييبر فئة، ولكنه لم يكتمل. وضعت السفينة في أغسطس عام 1937 وأطلقت في يوليو 1939، وبعد ذلك طلب الاتحاد السوفياتي شراء السفينة. وافقت كريغسمارينهعلى البيع في فبراير 1940، وتم الانتهاء من عملية النقل في 15 أبريل. كانت السفينة لا تزال غير مكتملة عند بيعها إلى الاتحاد السوفيتي، حيث أكتملت نصف بطاريتها الرئيسية البالغ عددها 8 مدافع من عيار 20.3 سنتيمتر (8.0 بوصة).
أعيدت تسميتها بتروبافلوفسك في سبتمبر 1940، وتم تأجيل العمل على السفينة بسبب سوء التعاون الألماني السوفيتي في تدريب الطاقم وتوفير الدعم التقني لتمكين الانتهاء من السفينة، التي كانت تنفذ في أحواض بناء السفن في لينينغراد. لا تزال غير مكتملة عندما غزت ألمانيا الاتحاد السوفيتي في يونيو 1941، وشاركت السفينة لفترة وجيزة في الدفاع عن لينينغراد من خلال توفير الدعم المدفعي للمدافعين السوفيت. تعرضت لأضرار بالغة من قبل المدفعية الألمانية في سبتمبر 1941، وغرقت في أبريل 1942، وانتشلت في سبتمبر 1942. بعد إجراء الإصلاحات، تم تغيير اسم السفينة إلى تالين واستخدمت في الهجوم السوفيتي المضاد الذي حرر لينينغراد في عام 1944. بعد نهاية الحرب، تم استخدام السفينة كمنصة تدريب ثابتة وكثكنات عائمة قبل تفكيكها للخردة في وقت ما بين عامي 1953 و1960.

## التصميم
تم طلب الطرادات الثقيلة من Admiral Hipper فئة في سياق إعادة تسليح البحرية الألمانية بعد وصول الحزب النازي إلى السلطة في عام 1933 وتنازل عن بنود نزع السلاح من معاهدة فرساي. في عام 1935، وقعت ألمانيا الإتفاقية البحرية الأنجلو-ألمانية مع بريطانيا العظمى، والتي وفرت أساسًا قانونيًا لإعادة تسليح البحرية الألمانية؛ تنص المعاهدة على أن ألمانيا ستكون قادرة على بناء خمسة طرادات حي المعاهدة بإزاحة 10,000 طن كبير (10,000 t).  كان الأدميرال هيبر اسميًا في حدود 10000 طن، على الرغم من أنه تجاوز الرقم بشكل كبير. 
كان لوتزو 210 متر (690 قدم) عموما طويلة وكان شعاعها يصل إلى 21.80 متر (71.5 قدم) ومشروع الحد الأقصى من 7.90 متر (25.9 قدم). كانت إزاحة السفينة مصممة لتكون 17,600 طن متري (17,300 طن كبير؛ 19,400 طن صغير) وبنزوح حمولة كاملة يبلغ 20,100 طن متري (19,800 طن كبير؛ 22,200 طن صغير). كانت لوتزو مدعومة بثلاث مجموعات من التوربينات البخارية الموجهة، والتي تم تزويدها بالبخار من خلال اثني عشر مرجل تعمل بالزيت عالي الضغط. كانت أعلى سرعة لسفينة 32 عقدة (59 كم/س؛ 37 ميل/س)، في 132,000 shaft حصان (98,000 كـو).  كما تم تصميمها، يتألف ملحقها من 42 ضابطًا و1340 مجند. 
كان التسليح الرئيسي لوتزو ثمانية مدافع من عيار <span about="#mwt59" data-cx="[{&quot;adapted&quot;:true,&quot;partial&quot;:false,&quot;targetExists&quot;:true}]" data-mw="{&quot;parts&quot;:[{&quot;template&quot;:{&quot;target&quot;:{&quot;wt&quot;:&quot;حول&quot;,&quot;href&quot;:&quot;./قالب:حول&quot;},&quot;params&quot;:{&quot;1&quot;:{&quot;wt&quot;:&quot;20.3&quot;},&quot;2&quot;:{&quot;wt&quot;:&quot;cm&quot;},&quot;3&quot;:{&quot;wt&quot;:&quot;in&quot;},&quot;4&quot;:{&quot;wt&quot;:&quot;1&quot;}},&quot;i&quot;:0}}]}" data-ve-no-generated-contents="true" id="mwQg" typeof="mw:Transclusion">20.3</span> SK L / 60 مثبتة في أربعة أبراج مدفعية مزدوجة، وضعت في أزواج لتوفير كثافة نارية إلى الأمام والخلف.كانت بطاريتها المضادة للطائرات من عيار 10.5 سنتيمتر (4.1 بوصة) L / 65، اثني عشر مدفع من عيار 3.7 سنتيمتر (1.5 بوصة)، وثمانية مدافع من عيار 2 سنتيمتر (0.79 بوصة). كانت السفينة تحمل أيضًا زوجًا ثلاثيا من قاذفات طوربيد عيار 53.3 سنتيمتر (21.0 بوصة). وكانت السفينة مجهزة بثلاثة طائرات أرادو هارون 196 وطائرة مجنقة.  حزام السفينة المدرع كان سمكه 70 إلى 80 مليمتر (2.8 إلى 3.1 بوصة)؛ وكان سمك سطح السفينة العلوي من 12 إلى 30 مليمتر (0.47 إلى 1.18 بوصة) بينما كان سطح السفينة الرئيسية المدرعة 20 إلى 50 مليمتر (0.79 إلى 1.97 بوصة). 

## سجل الخدمة
طلبت بحرية ألمانيا النازية وتزو من حوض بناء السفن والآلات الألمانية في بريمن.  وقد صمم وتزو أصلا باعتبارها نسخة الطراد الخفيف من فئة الطرادات الثقيلة الأدميرال هييبر، تم تسليحها باثني عشر مدفع من عيار 15 سنتيمتر (5.9 بوصة) بدلا من تسليح الاميرال هييبر المكون من ثمانية مدافع من عيار 20.3 سنتيمتر (8.0 بوصة). ومع ذلك، قررت البحرية النازية إكمال السفينة بنفس تصميم فئة الأدميرال هيبر في 14 نوفمبر 1936.  تم وضع عارضة السفينة في 2 أغسطس 1937،  تحت الإنشاء رقم 941.  تم إطلاق السفينة في 1 يوليو 1939، ولكن لم يكتمل بنائها قط. 
في أكتوبر عام 1939، قدم الاتحاد السوفيتي طلب شراء إلى ألمانيا شمل الطرادات الغير مكتملة من فئة الأدميرال هيبر وهي وتزو وإس إم إس سيدليتز وبرينز يوجين، كما شمل خطط لضم السفن الرئيسية الألمانية والمدفعية البحرية، والتكنولوجيا البحرية الأخرى. لم تقبل كريغسمارينه طلب شراء سيدليتز وبرينز يوجين، ولكنها وافقت على بيع وتزو، وكذلك أبراج مدافع من عيار 38 سنتيمتر (15 بوصة) وأسلحة أخرى.  تم تحديد سعر الطراد الثقيل عند 150 مليون رايخ مارك،  ما يقرب من ضعف التكلفة الأصلية للسفينة، والتي كانت 83,590,000 رايخ مارك.  تم تضمين المواصفات الفنية الكاملة، ونتائج تجارب المحركات، وقطع الغيار في عملية البيع. كان من المقرر توفير ثمانين في المائة من المواد في غضون اثني عشر شهرًا من تاريخ النقل، مع توفير الباقي في غضون خمسة عشر شهرًا.  أعيدت تسمية لوتزو باسم "L"، اسم العقد الأصلي، لنقلها إلى الاتحاد السوفيتي. 
في فبراير 1940، عندما تم إبرام الاتفاق، تم ترتيب عملية نقل وتزو من بريمن. تم نقل مدافع البطاريات الرئيسية الخاصة بها إلى الجيش الألماني ووضعها على حوامل السكك الحديدية؛ كان يجب تفكيكهم وإعادتهم إلى بريمن. ثم تم سحب السفينة إلى لينينغراد في 15 أبريل بواسطة شركة جر ألمانية خاصة.  وافقت البحريتان على أن ألمانيا ستكون مسؤولة عن الحراسة البحرية، والتي شملت المدمرات والسفن الصغيرة. تم تعيين الأدميرال أوتو فيجي في قيادة العملية.  ثم قاد فيجي لجنة استشارية مكلفة بمساعدة السوفيت لاستكمال السفينة. 
في الوقت الذي وصلت فيه السفينة إلى لينينغراد، تم تركيب برجي المدفع الأماميين إلا أن البنية الفوقية للجسر كانت غير مكتملة. كانت البنادق الثانوية الوحيدة المثبتة هي البنادق المضادة للطائرات 3.7  سم.  أعادت البحرية السوفيتية تسمية السفينة بتروبافلوفسك في 25 سبتمبر 1940،  وعينت جهد البناء لاستكمال السفينة Projekt 83. وفر تصميم السفينة الأساس لطراد ثقيل مخطط له، يسمى Projekt 82، على الرغم من أن هذه السفينة قد ألغيت قبل بدء العمل.  أثبت تدريب طاقم السفينة السوفيتي أنه مثير للجدل؛ أراد السوفييت تدريب أفرادهم في ألمانيا، بينما فضل الألمان إرسال مدربين إلى الاتحاد السوفيتي. كما أن الحواجز اللغوية وقلة الخبرة في مهام التدريب الدولية أعاقت جهود التدريب. 
كان من المقرر أن تبدأ التجارب البحرية الخاصة ببتروبافلوفسك في وقت ما في أواخر عام 1941، ووفقًا للبرنامج التدريبي، فإن الطاقم السوفيتي لن يبدأ التدريب إلا قبل شهر من التجارب.  تقرر أن يتدرب الضباط السوفيت في المدارس البحرية الألمانية في خريف عام 1941، وأن خمسة ضباط سوف يتدربون على متن سيدلتز عندما تم تكليف السفينة لإجراء التدريبات. كما سيتم إرسال مدربين ألمان إلى لينينغراد لتدريب موظفي غرفة المحركات. في وقت بدء تشغيل Petropavlovsk، سيتم إرسال أدلة التدريب والتقنية الألمانية ذات الصلة إلى البحرية السوفيتية، وإن كان ذلك باللغة الألمانية فقط. 

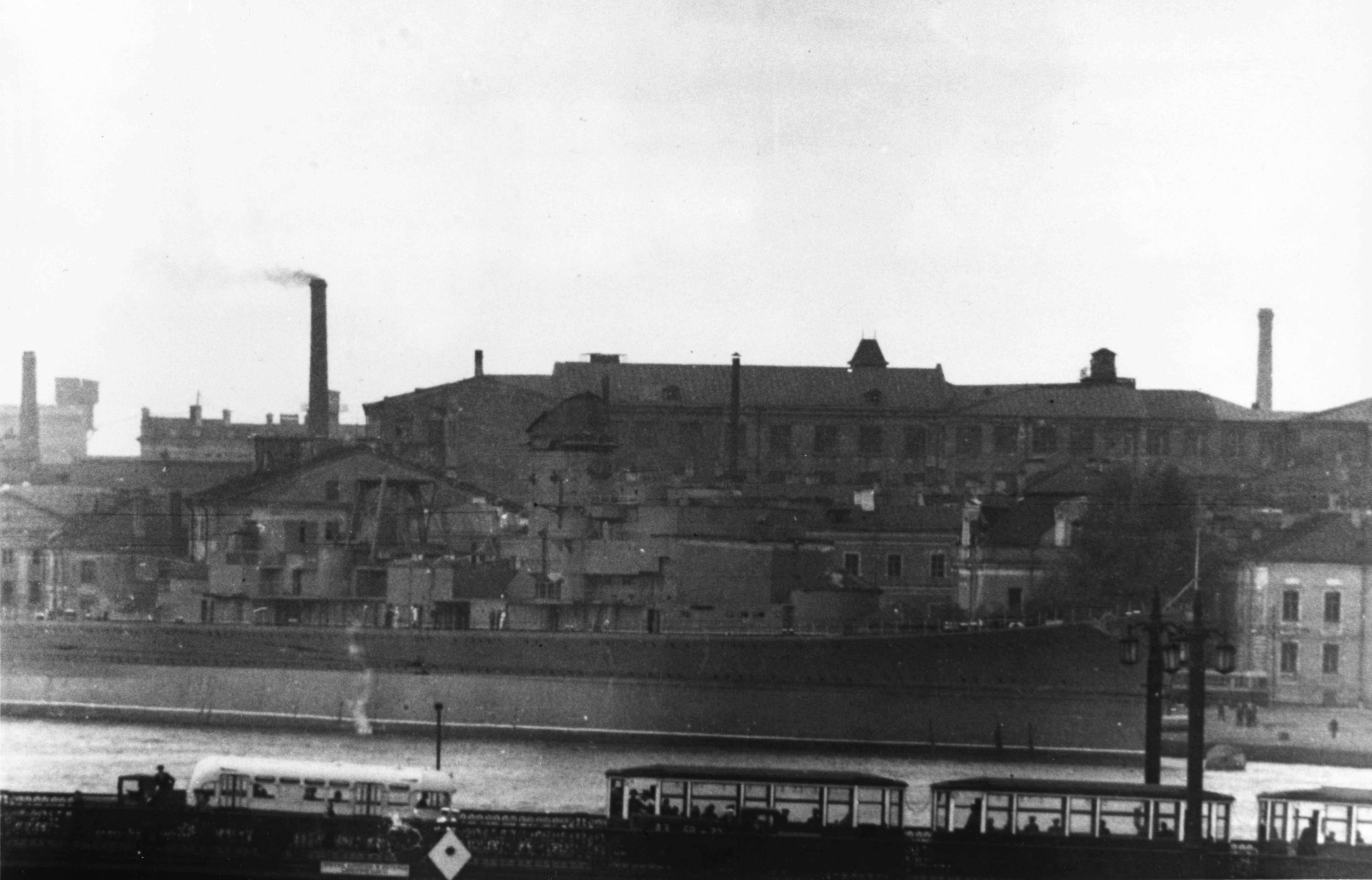
تالين في لينينغراد، ج. 1949

عندما غزت ألمانيا الاتحاد السوفيتي في يونيو 1941، كان بتروبافلوفسك لا يزال غير مكتمل. ومع ذلك، استخدمت كبطارية عائمة في الدفاع عن لينينغراد في أغسطس من ذلك العام. عدة سفن أخرى، بما في ذلك الطراد Maxim Gorky، انضم إلى بتروبافلوفسك في قصف الألمان المتقدمين.  في 7 سبتمبر، أطلقت السفينة النار على القوات الألمانية التي كانت تطوق المدينة؛ أطلقت أربعين صاروخًا من أبراج بطارياتها الرئيسية - وهما العمليتان الوحيدتان - حيث اطلقت نحو 700 طلقة ذخيرة أثناء الهجوم.  في 17 سبتمبر 1941، تم تعطيل السفينة بواسطة المدفعية الثقيلة الألمانية؛  بعد إصابتها 53 مرة، اضطرت السفينة للإبحار إلى الشاطئ لتفادي إغراقها. 
في 4 أبريل 1942، شنت I Fliegerkorps هجومًا كبيرًا على القوات البحرية السوفيتية في لينينغراد: حيث قصفت 62 يونكرز يو 87 و33 يونكرز يو 88 و37 هنيكل إتش إي 111 السفن في الميناء. أصيب بيتروبافلوفسك مرة واحدة (الفضل في ذلك يعود إلى هانز أولريش رودل ) ، حيث عانت من أضرار جسيمة  ، وغرقت. رفعت البحرية السوفيتية السفينة في 17 سبتمبر 1942 وسحبتها إلى نيفا حيث تم إصلاحها.  أعيدت تسميتها تالين في عام 1943، وعادت السفينة إلى الخدمة لدعم الهجوم السوفيتي المضاد لتخفيف حصار لينينغراد في عام 1944. ولم تكتمل السفينة مطلقًا، وكانت تستخدم سفينة تدريب ثابتة بعد نهاية الحرب.  تم استخدامها لاحقًا كثكنات عائمة في نيفا، وتمت إعادة تسميتها باسم دنيبر في عام 1953. تاريخ التخلص منها غير مؤكد؛ أفاد إريك جرونر أن السفينة نجت حتى تم تفكيكها بحثًا عن الخردة في عام 1960،  بينما تذكر كونويز "جميع السفن القتالية في العالم" أن السفينة قد تم تفكيكها في 1958-1959.  توبياس فيلبين أن السفينة تم تفكيكها في عام 1953. 